# Beskid Andrychowski

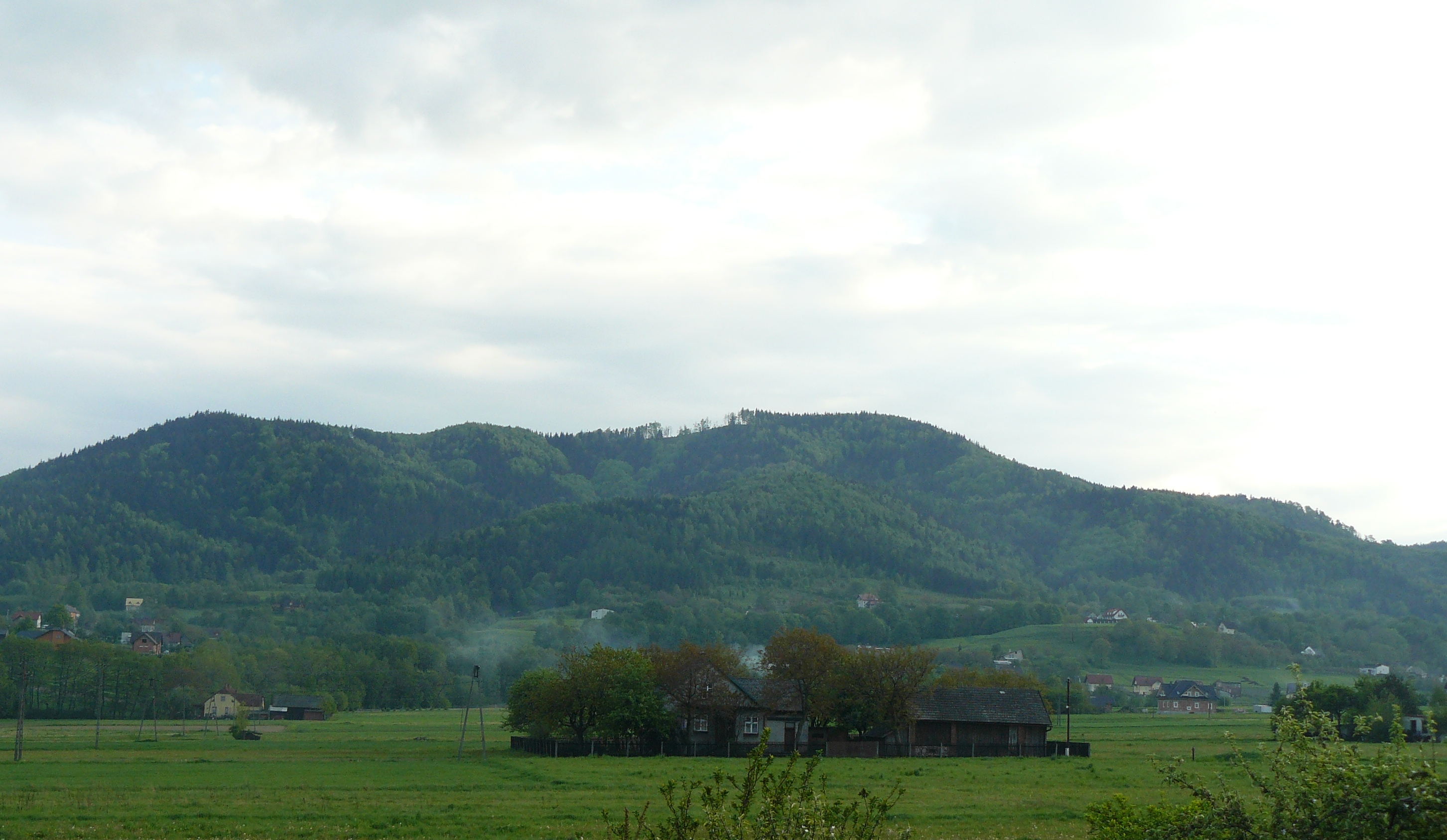
Widok z Roczyn na Złotą Górkę

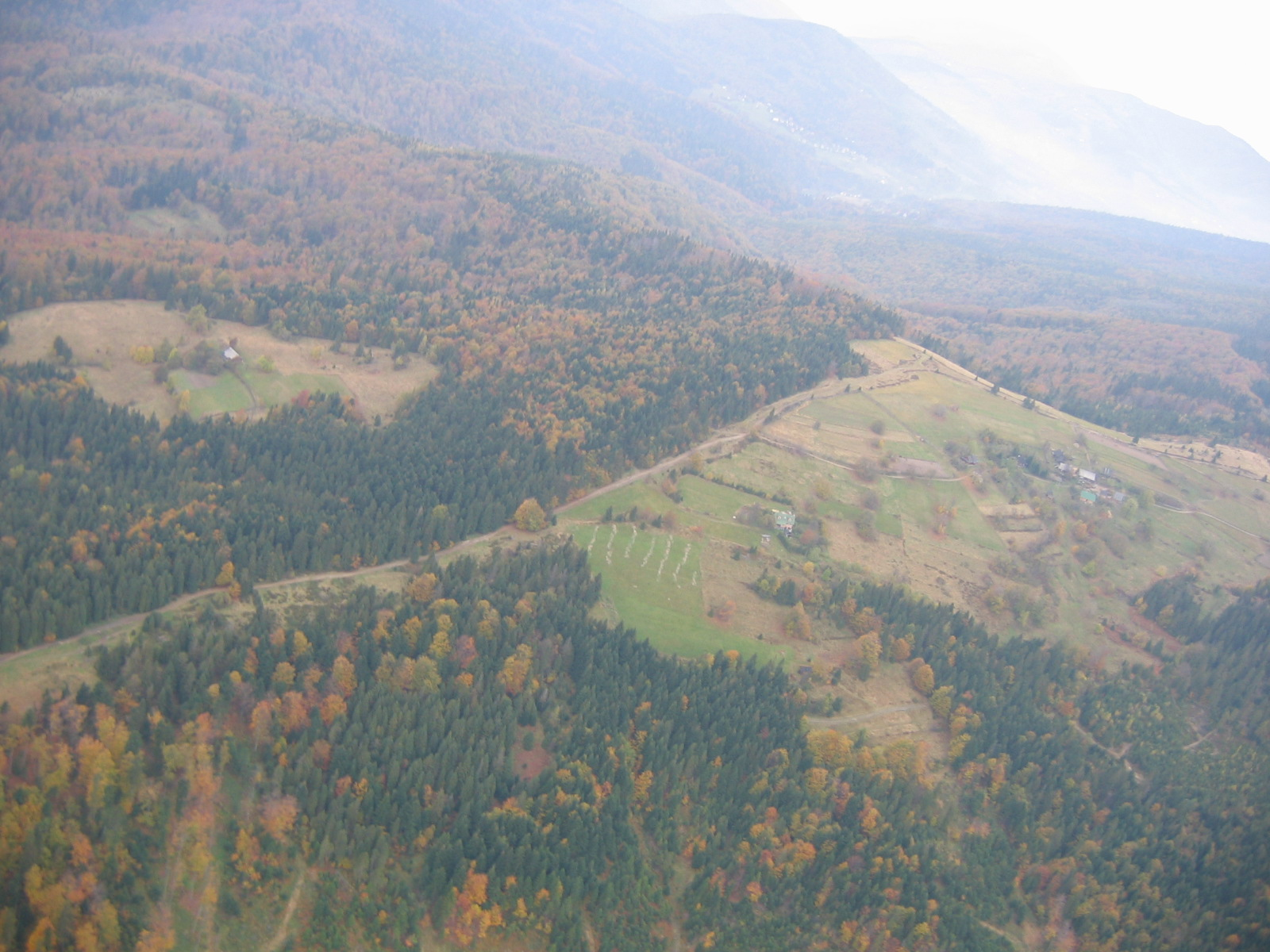
Potrójna z lotu ptaka

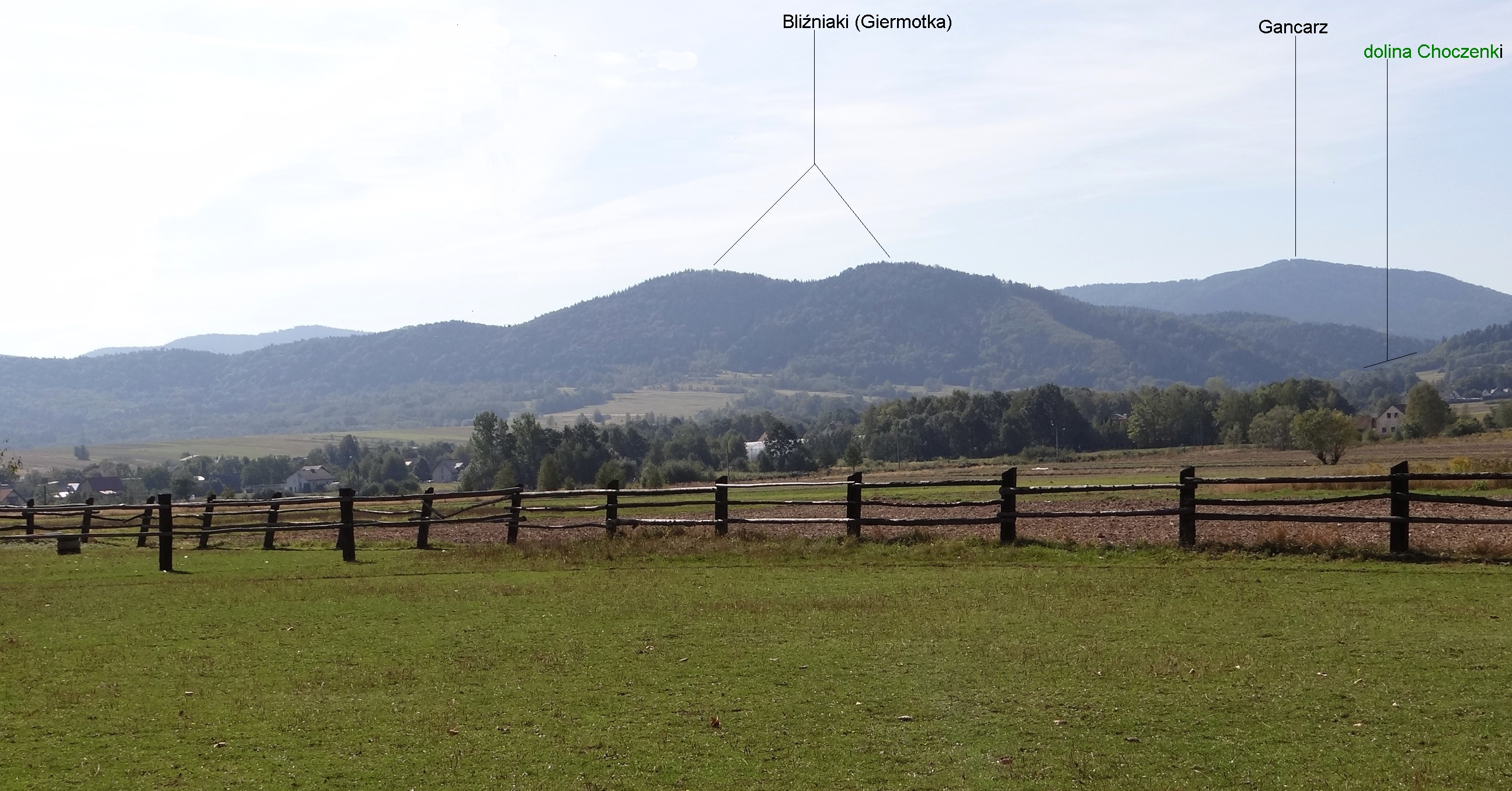
Pasmo Bliźniaków

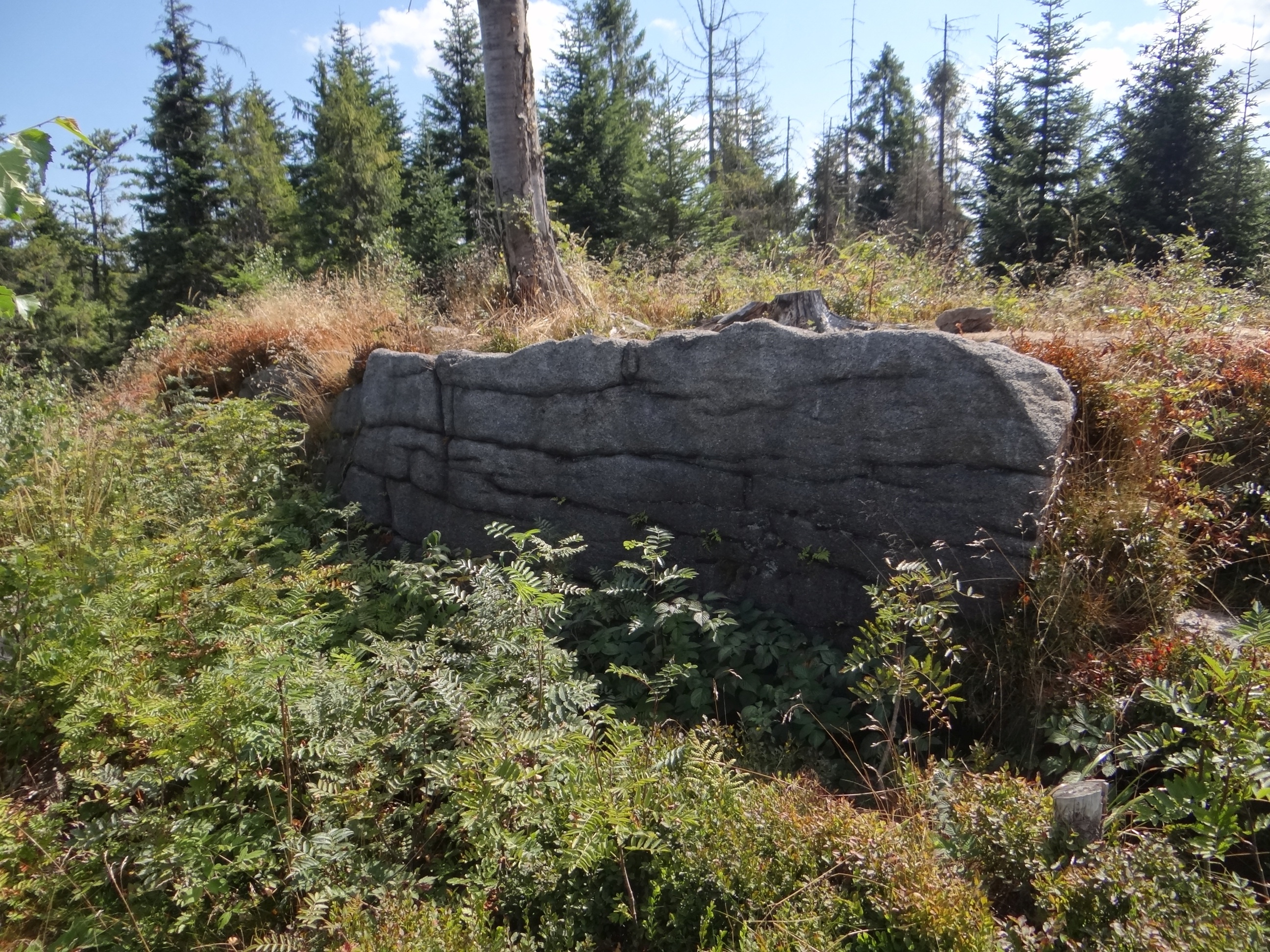
Skałki w grzbietowych partiach

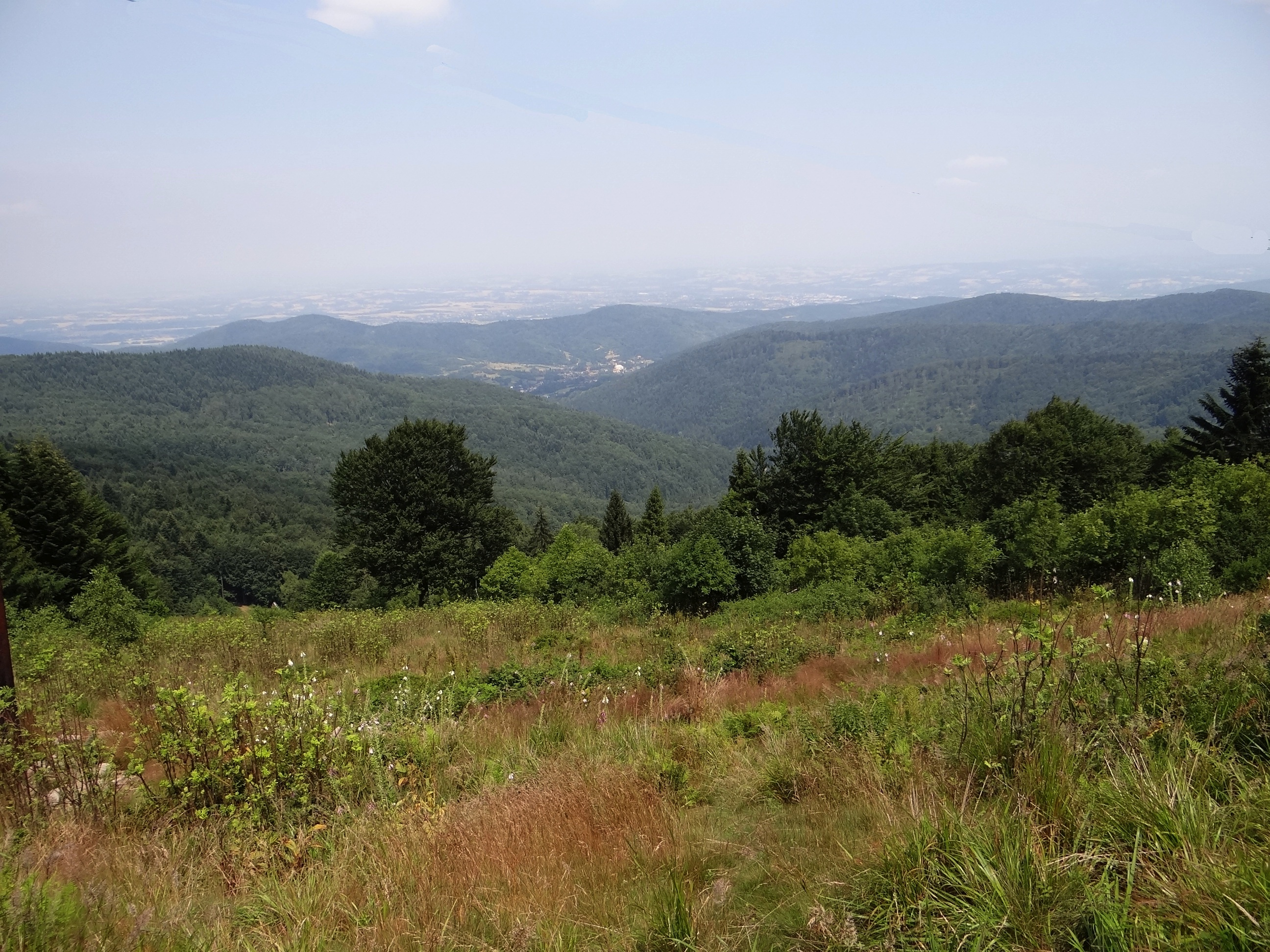
Widok z Gronia Jana Pawła II

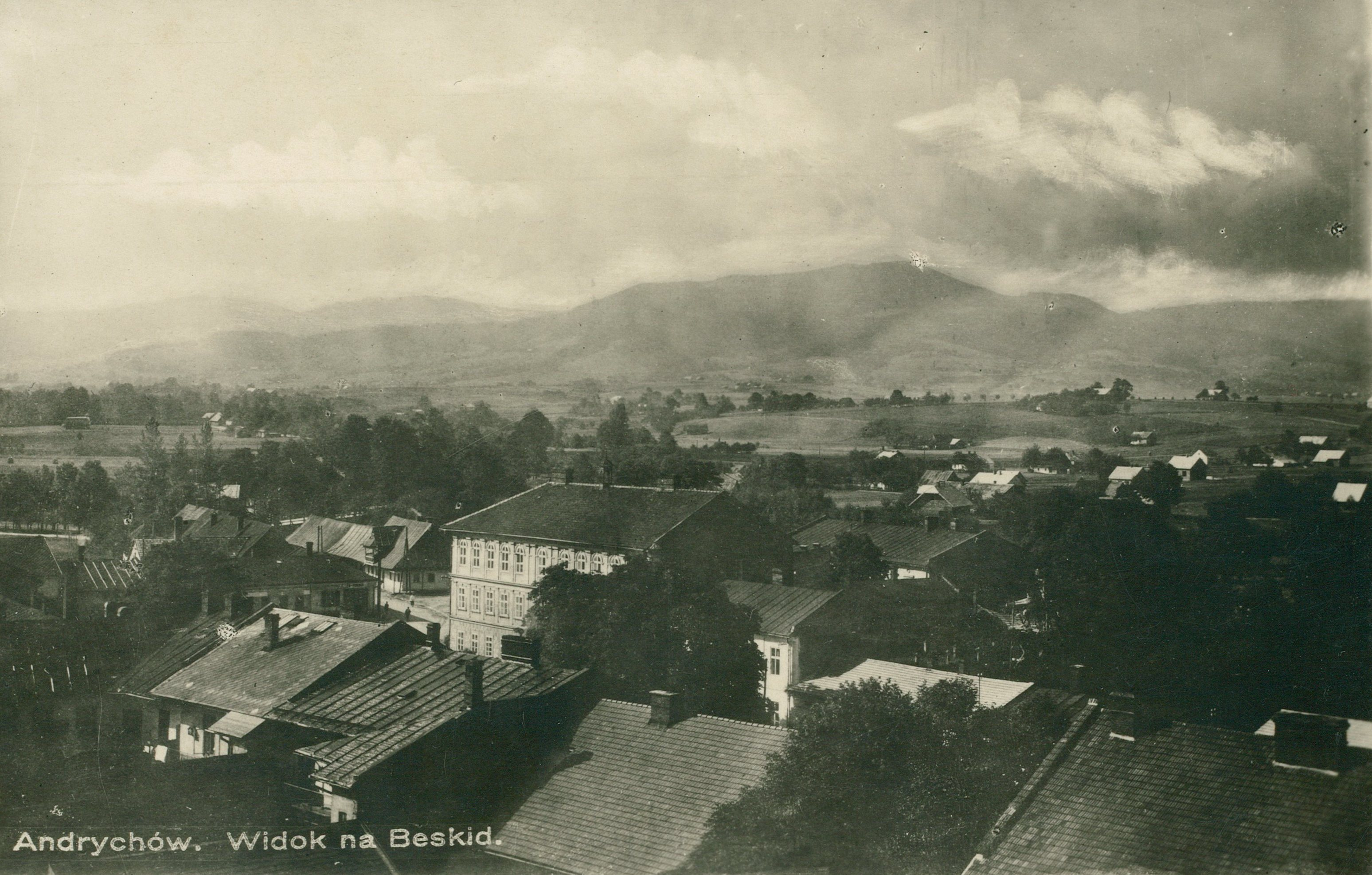
Widok na Beskid z Andrychowa około 1929–1930

Beskid Andrychowski – wschodnia część Beskidu Małego, między Sołą a Skawą; termin nie występuje w państwowym rejestrze nazw geograficznych.

## Pasma górskie
Beskid Andrychowski można podzielić na dwa pasma:
- niższe Pasmo Bliźniaków – rozpoczyna się od Pańskiej Góry w Andrychowie i biegnie poprzez Kobylą Głowę, Wapienicę, Łysą Górę i Iłowiec do Skawy. Biegnie z zachodu na wschód, równolegle do pasm Beskidów. Średnia wysokość tego pasma wynosi 600 m.
- wyższe, rozpoczyna się z zachodu od Bukowskiego Gronia i Żaru poprzez Potrójną, Łamaną Skałę, Leskowiec i Magurkę Ponikiewską po Skalnicę, kończące się na wschodzie Gancarzem. Średnia wysokość pasma wynosi 800 – 900 m n.p.m. Składa się z Grupy Kocierza, Pasma Łamanej Skały i Grupy Żurawnicy.

## Pochodzenie nazwy
- Beskid Andrychowski – nazwa pochodząca od jednego z ważniejszych miast tego regionu: Andrychowa.
- Przez najstarszych bielszczan była używana nazwa Góry Zasolskie (dla nich rejon znajduje się za rzeką Sołą).

## Schroniska
W Beskidzie Andrychowskim znajdują się trzy schroniska turystyczne: schronisko Leskowiec na Jaworzynie (Groń Jana Pawła II), schronisko koła PTTK „Limba” na Trzonce i schronisko studenckie w okolicach Potrójnej (Chatka pod Potrójną).

## Ważniejsze miejscowości Beskidu Andrychowskiego
- Andrychów
- Mucharz
- Ślemień
- Czaniec
- Porąbka